# Paddaskäidi (kulle, lat 69,93, long 26,67)
Paddaskäidi är en kulle i Finland.   Den ligger i Utsjoki kommun i landskapet Lappland, i den norra delen av landet, 1 100 km norr om huvudstaden Helsingfors. Toppen på Paddaskäidi är 372 meter över havet. Paddaskäidi ingår i Paistunturit.
Terrängen runt Paddaskäidi är kuperad norrut, men söderut är den platt.  Trakten runt Paddaskäidi är nära nog obefolkad, med mindre än två invånare per kvadratkilometer. Närmaste större samhälle är Utsjoki by, 13,8 km öster om Paddaskäidi. Omgivningarna runt Paddaskäidi är i huvudsak ett öppet busklandskap.